# Sergio Fortunato
Sergio Elio Ángel Fortunato (né le 23 octobre 1956 à Mar del Plata en Argentine) est un joueur international de football argentin.
Il est actuellement agent de joueurs.